# Erick Sermon
Erick Sermon (Long Island, 25 de Novembro de 1968) é um músico e produtor norte-americano.
Sermon é mais conhcido por ser a metade do duo de hip hop americano EPMD e por seu trabalho como produtor. Ele atualmente reside em Long Island, Nova Iorque.
Sermon é um dos personagens em Def Jam: Fight for NY.

## Discografia
- No Pressure (1993)
- Double or Nothing (1995)
- Erick Onasis (2000)
- Music (2001)
- React (2002)
- Chilltown, New York (2004)